# Paraplonobia theroni
Paraplonobia theroni är en spindeldjursart som först beskrevs av Meyer 1974.  Paraplonobia theroni ingår i släktet Paraplonobia och familjen Tetranychidae. Inga underarter finns listade i Catalogue of Life.